# Jordan Chiles
Jordan Lucella Elizabeth Chiles (* 15. April 2001 in Tualatin, Oregon) ist eine US-amerikanische Turnerin.

## Werdegang

### Herkunft, Ausbildung und Familie
Jordan Chiles ist die Tochter von Timothy und Gina Chiles. Sie hat vier Geschwister: Jazmin, Jade, Tajmen und Tyrus. Ihr Spitzname lautet Chick. Sie wurde nach Michael Jordan benannt. Sie spielt Klarinette und Saxophon.

### Kunstturnkarriere
Jordan Chiles begann im Jahr 2007 zu turnen. Erste Wettkämpfe in den USA bestritt sie ab 2012.

#### Olympische Spiele 2020 in Tokio
Bei den 2021 ausgetragenen Olympischen Spielen 2020 in Tokio konnte Jordan Chiles im Mannschaftsmehrkampf Silber erreichen.

#### Weltmeisterschaften 2022 in Liverpool
Bei den Weltmeisterschaften 2022 in Liverpool erreichte das US-amerikanische Team zusammen mit Chiles Gold. Für ihre Leistung am Sprung und Boden erhielt sie jeweils Silber.

#### Olympische Spiele 2024 in Paris
Bei den Olympischen Spielen 2024 in Paris gewann Jordan Chiles zusammen mit Simone Biles, Sunisa Lee, Jade Carey und Hezly Rivera Gold im Mannschaftsmehrkampf.
Für ihre Leistung am Boden erhielt sie zunächst nur den vierten Platz. Nachdem ihre Trainer wegen des Schwierigkeitsgrades Einspruch erhoben hatte, wurde die Bewertung korrigiert und Chiles die Bronzemedaille zugesprochen. Nach dem erneuten Einspruch durch den rumänischen Turnverband, der geltend machte, dass der amerikanische Einspruch 4 Sekunden nach Verstreichen der regulären Frist erfolgt sei, wurde das ursprüngliche Ergebnis wieder hergestellt: Ana Bărbosu gewann Bronze, Chiles wurde mit 13,666 Punkten Vierte. Der CAS entschied im Nachgang, dass die Bronzemedaille an die rumänische Athletin zu vergeben ist. Eine finale Entscheidung durch FIG und IOC über eine offizielle Änderung und etwaige Rückgabe der Medaille steht aus.